# 162011 Konnohmaru
162011 Konnohmaru este o planetă minoră (asteroid) din Asteroid Amor. A fost descoperită pe 4 ianuarie 1994 la Yatsugatake South Base Observatory⁠(d) de Yoshio Kushida⁠(d). 
Obiectul prezintă o orbită caracterizată de o semiaxă mare de 2,8342315567442 UAi, o excentricitate de 0,5991, o înclinație de 4,5594 ° în raport cu ecliptica.